# Marcin Gortat
Marcin Janusz Gortat (Łódź, 17 de febrer de 1984) és un exjugador de bàsquet polonès. Va disputar dotze temporades a la NBA. Mesura 2,11 metres i jugava en la posició de pivot.